# Zuid-Aziatische boeboekuil
De Zuid-Aziatische boeboekuil (Ninox scutulata) is een soort Ninox uit de uilenfamilie die voorkomt in een Zuid-Azië, China en Indonesië.

## Kenmerken
De Zuid-Aziatische boeboekuil is een middelgrote uil van 25 tot 32 cm lengte. Door zijn lange staart en het ontbreken van het typische "uilengezicht" lijkt deze uil op een sperwer of valk. De vogel is donkerbruin van boven en de staart is gebandeerd. Van onder is de vogel bleekwit met roodbruine verticale strepen. De ondersoorten verschillen sterk in kleur. De soorten op het vasteland van Azië zijn lichter van kleur en groter dan die van de eilanden in de Indische Archipel.

## Ondersoorten en verspreiding
Er zijn negen ondersoorten:
- N. s. lugubris: Midden- en Noord-India en Nepal.
- N. s. burmanica: van het noordoosten van India tot Zuid-China, Indochina en Thailand.
- N. s. hirsuta: Zuid-India en Sri-Lanka.
- N. s. scutulata: Schiereiland Malakka, Riau-eilanden, Sumatra en Bangka.
- N. s. javanensis: Java en Bali.
- N. s. borneensis: Borneo en de Natuna-eilanden.
- N. s. palawanensis: Palawan.
- N. s. isolata: Car Nicobar.
- N. s. rexpimenti: Groot-Nicobar.

## Leefgebied
De Zuid-Aziatische valkuil is een vogel van een groot aantal typen bosgebieden en randen van bos in zowel in laagland als montaan gebied. Deze uil foerageert voornamelijk op grote insecten maar ook op kikkers, hagedissen, kleine vogels en muizen.

## Status
De Zuid-Aziatische valkuil heeft een enorm groot verspreidingsgebied en daardoor alleen al is de kans op de status kwetsbaar (voor uitsterven) uiterst gering. De grootte van de populatie is niet gekwantificeerd. De vogel is plaatselijk algemeen en de aantallen zijn stabiel. Om deze redenen staat deze valkuil als niet bedreigd op de Rode Lijst van de IUCN.

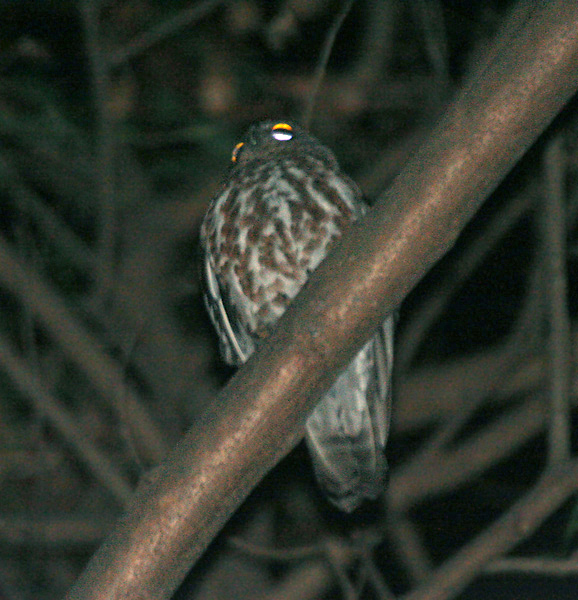
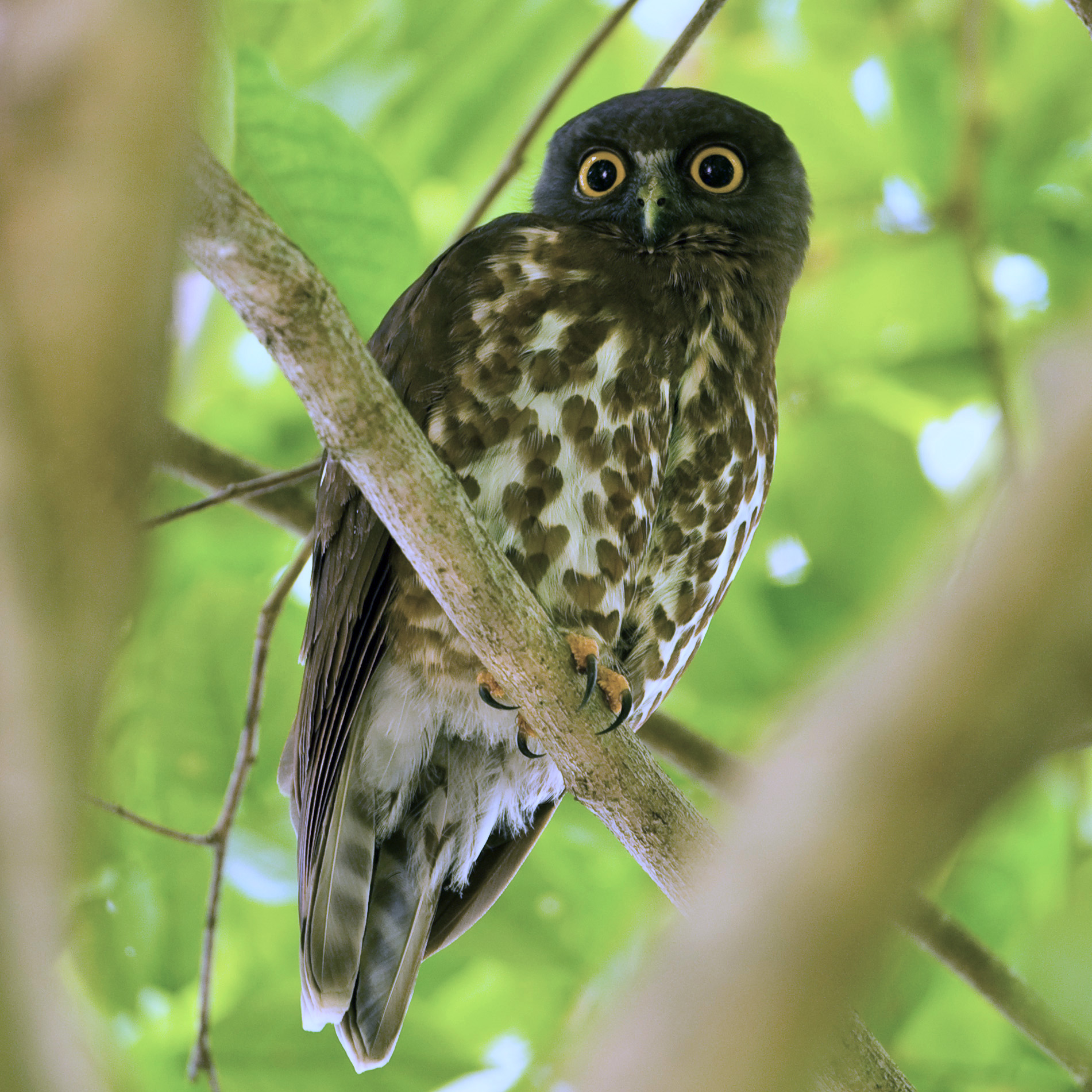